# Thurl Ravenscroft
Thurl Arthur Ravenscroft (Norfolk, 6 febbraio 1914 – Fullerton, 22 maggio 2005) è stato un attore, doppiatore e basso statunitense.
È noto per aver prestato la voce al personaggio di Tony la tigre, mascotte promozionale dei cereali Frosties, dal 1952 fino alla morte.
La sua voce è inoltre presente in numerose attrazioni di Disneyland, tra cui Pirates of the Caribbean e Haunted Mansion. Nel 1966 canta il brano You're a Mean One, Mr. Grinch per il film televisivo d'animazione Come il Grinch rubò il Natale.
Ha avuto due figli, dalla moglie June, morta nel 1999. È morto nel 2005, a 91 anni per un cancro alla prostata.

## Doppiaggio (parziale)
- Pinocchio (1940)
- Cenerentola (1950)
- Alice nel Paese delle Meraviglie (1951)
- Le avventure di Peter Pan (1953)
- La storia di una città qualsiasi (1957)
- Paul Bunyan (1958) - cortometraggio
- La bella addormentata nel bosco (1959)
- La carica dei cento e uno (1961)
- La spada nella roccia (1963)
- Mary Poppins (1964)
- Gli Aristogatti (1970)
- Le avventure di Winnie the Pooh (1977)

## Doppiatori italiani
Nelle versioni italiane dei film in cui ha prestato la propria voce, Thurl Ravenscroft è sostituito da:
- Mario Pisu in La carica dei cento e uno
- Renzo Stacchi in Super Duck
- Alessandro Rossi in Paperino e la ruota (doppiaggio tardivo)